# Гідроксильне число
Гідрокси́льне число́ — показник, що характеризує вміст у досліджуваній речовині сполук із гідроксильними групами. Чисельно виражається як кількість міліграмів гідроксиду калію, що йде на нейтралізацію оцтової кислоти, котра утворилася внаслідок ацетилювання зразка речовини масою 1 г.
Взаємодія побудована на реакції гідроксильної групи з оцтовим ангідридом:
{\displaystyle \mathrm {{-}OH+(CH_{3}CO)_{2}O\longrightarrow {-}OOCCH_{3}+CH_{3}COOH} }
Гідроксильне число є важливим показником в аналізі алкідних смол, поліолів, жирних кислот.

## Визначення
В ході визначення кислотного числа досліджувану речовину відомої маси (близько 0,001 г) поміщають у конічну колбу і додають 10 мл 10% розчину оцтового ангідриду у піридині. Після цього колбу під'єднують до холодильника і нагрівають до розчинення на водяній бані протягом двох годин, періодично перемішуючи на ранній стадії. Наприкінці нагрівання стінки холодильника промивають водою, а згодом — бутанольно-толуеновою сумішшю (1:2) і залишають колбу охолоджуватися. Її вміст відтитровують 0,5М метанольним розчином гідроксиду калію у присутності фенолфталеїну. 
Також відомий експресний метод визначення гідроксильного числа: до наважки речовини у колбі додають 10 мл ацилюючої суміші (толуен, піридин та оцтовий ангідрид у співвідношенні 200:40:60) і нагрівають на водяній бані до розчинення. Після цього колбу нещільно закривають і додатково нагрівають протягом 30 хвилин. Додають 25 мл дистильованої води, закорковують та енергійно струшують протягом кількох секунд для завершення розкладання надлишкової кількості ангідриду і титрують 0,01% метанольним розчином KOH у присутності фенолфталеїну.
Для обох методів проводять паралельні визначення із холостою пробою — з аналогічними кількостями вихідних реагентів, але без наважки речовини. За отриманими об'ємами титранту розраховують гідроксильне число:
ГЧ = (56,1 · CM · (V0 - V) / m) + КЧ,
де 56,1 — молярна маса KOH, г/моль; 
CM — молярна концентрація розчину кислоти, моль/л;
V0 — об'єм розчину кислоти, що пішов на титрування холостої проби, мл;
V — об'єм розчину кислоти, що пішов на титрування досліджуваної проби, мл;
m — маса наважки досліджуваної речовини, г;
КЧ — кислотне число (слугує для уточнення результату; визначається в ході окремого досліду).